# (519) Сильвания
(519) Сильва́ния (лат. Sylvania) — астероид главного пояса, который принадлежит к светлому спектральному классу S. Он был открыт 20 октября 1903 года американским астрономом Раймондом Дуганом в обсерватории Хайдельберг и назван в честь лесов, по которым в детстве любил гулять этот астроном.